# Zwartkaptinamoe
De zwartkaptinamoe (Nothocercus nigrocapillus) is een vogel uit de familie tinamoes (Tinamidae). De wetenschappelijke naam van de soort is voor het eerst geldig gepubliceerd in 1867 door Gray.

## Beschrijving
De zwartkaptinamoe is overwegend bruin, met zwarte vlekjes en wordt ongeveer 33 cm groot.

## Voedsel
De zwartkaptinamoe eet vooral vruchten van de grond of lage struiken, maar soms ook zaden, bloemen, bladeren, wortels en ongewervelden.

## Voortplanting
Het mannetje paart met ongeveer vier vrouwtjes, die de eieren in een nest in het dichte struikgewas leggen. Daarna broedt het mannetje de eieren uit en voedt hij de jongen op. Na 2-3 weken zijn de jongen volwassen.

## Voorkomen
De soort komt  voor in Peru en Bolivia en telt twee ondersoorten:
- N. n. cadwaladeri: noordwestelijk Peru.
- N. n. nigrocapillus: van centraal Peru tot noordelijk Bolivia.

## Beschermingsstatus
Op de Rode Lijst van de IUCN heeft de soort de status niet bedreigd.